# قائمة حلقات المحقق كونان الخاصة
المحقق كونان (باليابانية: 名探偵コナン، تُنطق ميه‌‌تانتيه كۆنان أي المحقق العظيم كونان) وتُترجم رسميًا إلى المُحقق كونان هي سلسلة مانغا للكاتب غوشو أوياما حُولِّت إلى مسلسل أنيمي وحلقات أوفا وأفلام أنمي وألعاب فيديو ووسائط أخرى يابانية. بدأت المانغا في 18 يونيو عام 1994 وتحولت إلى مسلسل أنيمي في 8 يناير 1996 في اليابان.، منذ 18 يونيو 1994، ثم يتم إنتاج حلقات الأنيمي الخاصة بها بواسطة إستديو توكيو موفي شينشا، ويُخرج الحلقات كينجي كوداما وياسويشيرو ياماموتو وتُعرض في اليابان على قناة نيبون تي في  وقناة يوميؤوري وقناة أنيماكس
أُذيعت الحلقة الأولى في 8 يناير 1996 وعرضت الحلقات بالتوالي إلى أن وصلت إلى أكثر من 1,155 حلقة، وبذلك يحتل المركز الخامس عشر في قائمة أكثر الأنيميات من حيث عدد الحلقات. يتم عرض حلقة واحدة من الأنمي أسبوعيًّا على نبون تلفجن إلا في حالات عرض الأفلام فإنها قد تتأجل إلى أسبوعين أو أكثر. تتم دبلجة الأنيمي للغة العربية من قِبَل مركز الزهرة ولا تزال دبلجته مُستمرة لأكثر من ثمانية عشرة سنة منذ سنة 1998، حيث عُرض لأول مرة على تلفزيون قطر، وقد وصلت الحلقات المُدبلجة إلى 565 (537 بالنّظام الياباني) من أصل 1,155 حلقة.

## نظرة عامة
شهد عام 2007 بداية سلسلة الإصدارت الخاصة، حيث تم عرض حلقة خاصة بعنوان المنظمة السوداء: التاريخ الأسود
(باليابانية:  黒の組織: 黒歴史، بالروماجي: no soshiki: kuro rekishi) وهي حلقة تلخيصية أنتجت كمقدمة لسلسلة حلقات تصادم الأحمر والأسود. ثم تم عرض حلقة لوبين الثالث ضد المحقق كونان (باليابانية:  ルパン三世vs名探偵コナン، بالروماجي: Rupan Sansei vs Meitantei Konan) في 27 مارس 2009 والتي أنتجت بواسطة استديو TMS وتلفزون نبون وشركة يوميأوري للإذاعة وتم بثه في 27 مارس 2009.
وفي 23 أبريل 2014، عُرضت حلقة الهارب: كوغورو موري (باليابانية:  逃亡者・毛利小五郎، بالروماجي: Tōbōsha Mōri Kogorō) المبنية على فصل المانغا رقم 594، حصرًا على نوت‌تي‌في [اليابانية]. احتفالًا بمرور 20 عامًا على مانغا المحقق كونان، أُعلن في ديسمبر 2013 عن حلقة اختفاء كونان إيدوغاوا: أسوأ يومين في التاريخ (باليابانية:  (江戸川コナン失踪事件～史上最悪の二日間، بالروماجي: Edogawa Conan Shissō Jiken ~Chijō Saiaku no Futsukakan~) وهي حلقة خاصة مدتها ساعتين ، وتم عرضها في 26 ديسمبر 2014

## الإصدارات الخاصة

### حلقات الأفلام
- ملاحظة: عُرضت العديد من الحلقات على التلفزيون، قُبيل/بعد موعد صدور أفلام أفلام المحقق كونان بعد السينما، وتتناول الأحداث ما قبل/ما بعد أحداث الفيلم الرئيسي الَّذي سيتم عرضه. وهي حلقات قصيرة تعرف باسم «حلقات الأفلام الخاصة» أو بـ «الملف السحري» ويصل مدة عرضها ما يقارب 25 دقيقة. في بداية الأمر كانت أول تلك الحلقات جزءاً من الحلقات الخاصة. لكن، ومنذ عرض الفيلم السابع عشر، أصبحت الحلقات الخاصة جزداً من سلسلة الأنمي المعروضة أسبوعياً، مثلما هو الحال مع الحلقة 694 - الحلوى الضائعة من الدكان القديم الَّتي أصبحت الحلقة الخاصة بالفيلم السابع عشر.

| الإصدار | العنوان | تاريخ العرض   |
| 1       | أوفا 2: الستة عشر مشتبهًا | 16 يناير 2002 |
| ------- | --- | ------------- |
| 1       | مقدمة للفيلم الرابع. |               |
| 2       | أوفا 3: كونان وهيجي والطفل المفقود | 12 مارس 2003  |
| 2       | مقدمة للفيلم السابع. |               |
| 3       | حلقة خاصة 1: السفر عبر الزمن في السماء الفضية | 19 أبريل 2004 |
| 3       | يخترع الدكتور أغاسا برنامج حاسوب يُعطي هوية أي شخص في العالم فيقرر باستخدامه الكشف عن هوية كايتو كيد، فيعطيه البرنامج لمحة عن تاريخه مع بعض من مقاطع العرض المُسبق الدعائية للفيلم الثامن. لكن عندما يحاول كشف هوية كايتو كيد، يظهر هذا الأخير على الشاشة ويقول أنه اخترق هذا الحاسب. |               |
| 4       | أوفا 6: البحث عن الجوهرة المفقودة! كونان وهيجي ضد كيد! | 15 مارس 2006  |
| 4       | مقدمة للفيلم العاشر. |               |
| 5       | أوفا 7: رسالة تحدي من البروفيسور أغاسا للمتحرين الصغار | 20 أبريل 2007 |
| 5       | مقدمة للفيلم الحادي عشر. |               |
| 6       | الملف السحري 2: شينتشي كودو، قضية الجدار الغامض والمختبر الأسود | 21 أبريل 2008 |
| 6       | مقدمة للفيلم الثاني عشر. |               |
| 7       | الملف السحري 3: شينتشي وران، ذكرى قطع الماجونغ وعيد تاناباتا الصيفي | 6 أبريل 2009  |
| 7       | مقدمة للفيلم الثالث عشر. |               |
| 8       | الملف السحري 4: أوساكا وملحمة فطائر أوكونومياكي | 10 أبريل 2010 |
| 8       | مقدمة للفيلم الرابع عشر. |               |
| 9       | الملف السحري 5: نيغاتا وهدايا تذكارية من كابريشيو توكيو | 15 أبريل 2011 |
| 9       | مقدمة للفيلم الخامس عشر. |               |
| 10      | الملف السحري 6: زهرة فانتازيستا | 7 أبريل 2012  |
| 10      | مقدمة للفيلم السادس عشر. |               |
| 11      | الحلقة 742: وعد مع لاعب الدوري الياباني | 14 يونيو 2014 |
| 11      | تتمة للفيلم السادس عشر 1. |               |
| 12      | الحلقة 907: حارس الدوري الياباني | 14 يوليو 2018 |
| 12      | تتمة للفيلم السادس عشر 2. |               |
| 13      | الحلقة 1083: ما وراء كواليس المباراة الحاسمة للدوري الياباني | 13 مايو 2023  |
| 13      | تتمة للفيلم السادس عشر 3. |               |
| 14      | الحلقة 694: الحلوى اليابانية المفقودة في المحل القديم | 20 أبريل 2013 |
| 14      | مقدمة للفيلم السابع عشر. |               |
| 15      | الحلقة 735: الدعوة المُشفَّرة | 19 أبريل 2014 |
| 15      | مقدمة للفيلم الثامن عشر. |               |
| 16      | الحلقة 774: صرخة منش المفقودة | 18 أبريل 2015 |
| 16      | مقدمة للفيلم التاسع عشر. |               |
| 17      | الحلقة 813: الظل الذي يقترب من آمورو | 16 أبريل 2016 |
| 17      | مقدمة للفيلم العشرون. |               |
| 18      | الحلقة 855: لغز الحزام الأسود الَّذي تلاشى | 22 أبريل 2017 |
| 18      | مقدمة للفيلم الحادي والعشرون. |               |
| 19      | الحلقة 898: انصهار الكعك | 7 أبريل 2018  |
| 19      | مقدمة للفيلم الثاني والعشرون. |               |
| 20      | الحلقة 936: مؤامرة عملية الطهي | 13 أبريل 2019 |
| 20      | مقدمة للفيلم الثالث والعشرون. |               |
| 21      | الحلقة 1002: لغز سلة قمامة مركز تسوق مدينة بيكا | 17 أبريل 2021 |
| 21      | مقدمة للفيلم الرابع والعشرون. |               |
| 22      | الحلقة 1039: يقطينة الهالوين الطائرة | 16 أبريل 2022 |
| 22      | مقدمة للفيلم الخامس والعشرون. |               |
| 23      | الحلقة 1080: كاميرا تستهدف هايبارا | 15 أبريل 2023 |
| 23      | مقدمة للفيلم السادس والعشرون. |               |
| 24      | الحلقة 1120: سر الكنز المسروق | 13 أبريل 2024 |
| 24      | مقدمة للفيلم السابع والعشرون. |               |

### حلقات خاصة
هذه الإصدارات عُرضت كإصدارات خاصة على التلفاز وليس كحلقات عادية.
| الإصدار | العنوان | تاريخ العرض    | المدة    |
| 1       | السفر عبر الزمن في السماء الفضية | 19 أبريل 2004  | 25 دقيقة |
| ------- | --- | -------------- | -------- |
| 1       | يخترع الدكتور أغاسا برنامج حاسوب يُعطي هوية أي شخص في العالم فيقرر باستخدامه الكشف عن هوية كايتو كيد، فيعطيه البرنامج لمحة عن تاريخه مع بعض من مقاطع العرض المُسبق الدعائية للفيلم الثامن. لكن عندما يحاول كشف هوية كايتو كيد، يظهر هذا الأخير على الشاشة ويقول أنه اخترق هذا الحاسب. |                |          |
| 2       | المنظمة السوداء: التاريخ الأسود | 17 ديسمبر 2007 | ساعة     |
| 2       | حلقة تلخيصية أنتجت كمقدمة لسلسلة حلقات "تصادم الأحمر والأسود" وتُسمى أحيانًا في صفوف المعجبين بالحلقة 490.5، وهي موجز تلخيصي مع بعض اللقطات الجديدة لجميع الحلقات السابقة المحورية من المسلسل التي ظهرت فيها المنظمة السوداء. |                |          |
| 3       | لوبين الثالث ضد المحقق كونان | 27 مارس 2009   | ساعتان   |
| 3       | مجزرة تعصف بحياة أفراد العائلة الحاكمة لإمارة أوروبية صغيرة كثيرة الثروات، يجد كونان نفسه مُقحمًا في مواجهة عنيفة بين الدوق الدموي الذي يريد لنفسه الأميرة والسلطة، وبين اللص الشهير لوبين الثالث (من سلسلة مانغا أخرى معروفة) اللص الجشع لكن المحب للمخاطر والعدالة، هو وجماعته المُتكوِّنة من الجاسوسة الفاتنة فوجيكو والساموراي غويمون والقناص جيغن. حصل هذا العمل لاحقا على فيلم من ساعتين يجمع البطلين من جديد في مغامرة أخرى تلت هذه الأحداث. |                |          |
| 4       | الهارب: كوغورو موري | 23 أبريل 2014  | 25 دقيقة |
| 4       | المتحري الشهير كوغورو موري مُلاحق من قِبَل مجموعة من الأشخاص. يا تُرى ماذا يريدون، وكيف يستطيعون تحديد مكانه أينما ذهب؟ حلقة مقتبسة من المانغا. لم تبث هذه الحلقة إلا عبر خدمة هواتف خلوية خاصة في اليابان. |                |          |
| 5       | اختفاء كونان إيدوغاوا ~أسوأ يومين في التاريخ~ | 26 ديسمبر 2014 | ساعتان   |
| 5       | في الحمامات العمومية، يلاحظ كونان حركة غريبة في خزانات الزبناء ليكتشف أنها صفقة تبادل متفجرات، يمثل بأنه سقط وفقد الذاكرة فيختطفه الثنائي الإجرامي لاستغلال فقدان ذاكرته واستعماله ككبش فداء لتفجير ملهى للأطفال، لكنه يرسم خطة محكمة لإنقاذ الجميع. |                |          |
| 6       | المحقق كونان: المحقق المتقلص | 9 ديسمبر 2016  | ساعتان   |
| 6       | بمناسبة الذكرى الـ20 لانطلاق الأنمي. الحلقة الخاصة هذه هي إعادة إنتاج للحلقة الأولى والقسم الأول من الحلقة الثانية وتسرد الأحداث منذ الليلة التي سبقت ليلة تقلص شينتشي كودو مع إرجاع بعض الأحداث التي تم تحريفها بالأنمي إلى ما كانت عليه في المانغا، ومع إضافة أحداث أخرى جانبية. |                |          |
| 7       | قصة حب في مقر الشرطة ~ليلة الزفاف~ | 15 أبريل 2022  | ساعتان   |
| 7       | تحتوي الحلقة الخاصة على لقطات أعيد إتقانها من الحلقات التي تضم تاكاجي وساتو، مع سرد جديد من كونان و في نهاية الحلقة يوجد مشهد حيث تستعد ساتو لتكون العروس بينما تقترب منها يومي. في هذه الأثناء، كان تاكاجي ينتظر بالخارج. تلك المشاهد كانت بمثابة مقدمة لأحداث فيلم 25 عروس الهالوين. |                |          |

### حلقات سلسلة قصص المانغا القصيرة
| الإصدار | العنوان |
| 1 | عشرة كواكب في سماء الليل 5 |
| --- | --- |
| 1 | يوكيكو كودو الممثلة الشابة تتلقى مكالمة من موظفين من شركة النشر طلبا لمساعدتها على حل لغز اختفاء زوجها قبل أن يعطيهم نصوص القصة وقد ترك وراءه شريط تسجيل متقطع. تتتبع يوكيكو حاملة في يدها رضيعها سينيتشي كودو والذي يمتلك حدس المحقق هو الآخر في عمره الصغير، الأدلة التي تركها زوجها إلى القبة الفلكية ثم المطار ثم طريق في ضاحية المدينة حيث تجده مع نص قصته، ويقول أنه أراد استغلال هذه الفرصة لنقاش مشاريعهم المستقبلية بعيدا عن ضوضاء المدينة والعمل. |
| 2 | خطة الجريمة السرية 7 |
| 2 | يتلصص أعضاء المتحرين الصغار بدون حضور كونان على اجتماع لأفراد شركة يخططون لفكرة جريمة ممتازة ليحلها كونان، وينطلقون والرعب أصابهم عبر ديكورات حقيقية في اليابان بحثا عن كونان، ويتبين أن الحلقة في الواقع تفصل مراحل إنتاج الأنمي التلفزيوني لكونان. يبدو أن الحلقات التي كان يتم انتجها في هذا الوثائقي هي الحلقات من 140 إلى 143. |
| إضافة إلى هذا، تم استخدام شخصيات كونان في عمل حلقات متحركة من سبع دقائق يتبين أنه ليست سوى أشرطة دعاية إعلانية مبتذلة بدون قصة، وهذه الحلقات الإعلانات كان عنوانها "كونان يتحدى وُووو" وهذا الاسم الغريب Ｗｏｏｏ هو العلامة التجارية التي استخدمتها شركة يابانية لتسمية موديلات التلفزيون (التي لا تختلف عن تلفزيونات باقي دول العالم) التي تتمحور حولها هذه "الأشباه حلقات" كما يطلق عليها في صفوف المطلعين على مانغا كونان. وهذه الحلقات هي: | |
| 3 | المحقق الأبله؟! كوغورو موري |
| 3 | عنوان هذه الحلقة هو تلاعب لفظي بتغيير مقطع صوتي وحيد من عنوان السلسلة "المحقق العظيم كونان". موضوع الحلقة هو تحدث كل شخصية في المسلسل كيف "لمت وووو شمل عائلتي"، ويتميز أنه ومضة إعلانية للترويج لتلفزيون هو نفسه عند تصويره في الحلقة به ومضات إعلانية لأدوات منزلية حقيقية أخرى. |
| 4 | هموم النجمة الصاعدة ماوومي يوكي |
| 4 | ماومي يوكي هذه مغنية حقيقية استخدمت وكالتها الإعلانية هذا الإعلان للترويج لها، عبر جعلها شخصية كرتونية فيه، ولسبب ما تجتمع هي وعائلتها السعيدة في مكتب كوغورو موري لتقول أن وووو سوف تجمعهم معا عندما تذهب للغناء. |

### أفلام خاصة
| الإصدار | العنوان | تاريخ العرض    | المدة  |
| 1       | لوبين الثالث ضد المحقق كونان | 27 مارس 2009   | ساعتان |
| ------- | --- | -------------- | ------ |
| 1       | يذكر أن فيلم فيلم لوبين الثالث ضد المحقق كونان قد تم إصدار من قبل شركة VAP اليابانية في 4 يونيو 2014 بطبعتين؛ الطبعة الأولى وهي الطبعة العادية على شكل قرص دي في دي، تحت اسم تسوجو هان (باليابانية: 通常 版، بالروماجي: Tsūjō han) والتي تعني الطبعة العادية، بينما الطبعة الثانية فقد صدرت على شكل أقراص بلو راي تحت اسم غوكابان (باليابانية: 豪華版، بالروماجي: Gōkaban) والتي تعني الطبعة الفاخرة. |                |        |
| 2       | حجة الغياب القرمزية | 11 فبراير 2021 | ساعتان |
| 2       | يحتوي الفيلم على لقطات من الحلقات التي تظهر فيها عائلة أكاي مع سرد جديد من كونان. في الحلقة الأصلية 345 استخدم أكاي كلتا يديه لإطلاق البندقية على فيرموث. في هذا الفيلم والمانغا الأصلية يظهر أكاي وهو يجهز البندقية ويطلقها بمفرده، ويده اليمنى في جيبه. لتزييف وفاته، أبقى أكاي يده اليمنى في جيبه بينما أطلقت كير النار عليه، وهو ما يبدو أكثر منطقية حيث تحتمي اليد اليمنى لكي يتم العثور على بصمات الأصابع لاحقًا ويجعل الناس يعتقدون أن أكاي مات حقًا بسبب هذه العادة. في مشهد ما بعد الاعتمادات ينظر شويتشي أكاي إلى رصاصة ويعتذر عن إبقاء المشاهد في انتظار الفيلم 24 الرصاصة القرمزية، والتي تم تأجيلها بسبب جائحة كوفيد-19. ثم يقول أكاي أن المشاهد لا ينبغي أن يصنع مثل هذا الوجه لأنهما سيريان بعضهما البعض مرة أخرى قريبًا. ينتهي الفيلم بمقطع دعائي للرصاصة القرمزية. |                |        |
| 3       | قصة آي هايبرا ~قطار الحديد الأسود الغامض~ | 6 ينابر 2023   | ساعتان |
| 3       | يحتوي الفيلم على لقطات من الحلقات التي تظهر فيها هايبرا مع سرد جديد من كونان. في مشهد ما بعد الاعتمادات تقرأ هايبرا مجلة بينما يحاول أغاسا الحصول على شطيرة أخرى. ثم توقف هايبرا أغاسا قائلة إنه لا يمكنه تناول سوى شطيرة واحدة. فجأة انقطع المشهد ويظهر جين قائلاً إنه لم يعتقد أبدًا أنه سيرى شيري مرة أخرى. هذا الفيلم هو تمهيد للفيلم 26 الغواصة الحديدية السوداء. |                |        |
| 4       | المحقق كونان ضد كيد اللص الشبح | 5 ينابر 2024   | ساعتان |
| 4       | يحتوي الفيلم على لقطات من حلقات تظهر المواجهة بين كونان وكايتو كيد. كما يتضمن إعادة إنتاج لمشاهد من كونان ضد كايتو كيد، عندما واجه كونان كايتو كيد لأول مرة على سطح فندق هايدو سيتي.قرب نهاية الفيلم، يظهر كايتو كوروبا وهو يتصفح جهازه اللوحي الذي يعرض السيف وجزيرة هوكايدو. ثم يذهب إلى الغرفة السرية بينما يقول إن هدفه التالي في هاكوداته. لاحقًا، يسأل كايتو كيد "هل يمكنك إيقافي؟"، فيقول كونان "بالطبع!". هذا الفيلم هو تمهيد للفيلم 27 شارة المليون دولار. |                |        |